# Принцип екологічної комплементарності
Принцип екологічної комплементарності (додатковості) — жодна функціональна частина  екосистеми (екологічний компонент, елемент тощо) не може існувати без інших функціонально доповнюючих частин (наприклад, будь-який організм поглинає ( асимілює) із  зовнішнього середовища одні речовини і виділяє ( дисимілює) в нього продукти своєї життєдіяльності; якби не було доповнюючих видів, що використовують продукти дисиміляції, через якийсь проміжок часу необхідні ресурси життя для організму було б вичерпано).

## Ресурси Інтернету
- Теоремы экологии [Архівовано 20 липня 2014 у Wayback Machine.]
- Розенберг Г. С. О структуре учения о биосфере
- Дедю И. И. Экологический энциклопедический словарь. — Кишинев, 1989 [Архівовано 24 жовтня 2016 у Wayback Machine.]
- Англо-русский биологический словарь (online версия) [Архівовано 6 листопада 2016 у Wayback Machine.]
- Англо-русский научный словарь (online версия) [Архівовано 21 жовтня 2016 у Wayback Machine.]